# Hasdrubal (Sohn Gisgos)
Hasdrubal, punisch 'zrb'l („meine Hilfe ist Baal“), († wahrscheinlich 202 v. Chr., Suizid in Karthago), der Sohn des Gisgo (auch Gisko), führte als karthagischer Feldherr seit 214 v. Chr. unter den beiden Brüdern Hannibals, Hasdrubal Barkas und Mago, Krieg gegen die Römer in Spanien. Er hatte an dem großen Sieg Anteil, der 211 v. Chr. in den Schlachten von Castulo und Ilorci über die beiden Scipionen Publius Cornelius Scipio und Gnaeus Cornelius Scipio Calvus errungen wurde. 206 v. Chr. erlitt er mit Mago zusammen durch Scipio den Älteren eine entscheidende Niederlage in der Schlacht von Ilipa und verließ daraufhin Spanien.
Mit dem Ausüben des Kriegshandwerks war Hasdrubal in die Fußstapfen seines Vaters Gisgo getreten. Auch jener war ein karthagischer Feldherr. Seine Söldner töteten ihn 237 v. Chr. unter grausamen Martern.
Als Scipio der Ältere 204 v. Chr. in Afrika gelandet war, erhielt Gisgos Sohn den Oberbefehl und führte den Krieg gegen die Römer gemeinsam mit dem westnumidischen König Syphax. Der Numider war für das karthagische Bündnis dadurch gewonnen worden, dass ihm Hasdrubal seine durch Schönheit und Vaterlandsliebe gleichermaßen ausgezeichnete Tochter Sophonisbe verheiratet hatte.
Beide Feldherren wurden 203 v. Chr. von Scipio in ihren Heerlagern überfallen und erlitten eine gänzliche Niederlage. Hasdrubal flüchtete in die Mauern Karthagos, Syphax in sein Land.
Hasdrubal wurde in der Folge von den Karthagern zum Tod verurteilt, rettete sich durch Flucht und sammelte einen Heereshaufen um sich, mit dem er im Land umherzog. Als Hannibal 203 v. Chr. nach Afrika zurückkehrte, erwirkte er die Aufhebung des Todesurteils und nahm Hasdrubals Leute in sein geschwächtes Heer auf.
Hasdrubal Gisgo warnte den karthagischen Senat vor der unklugen Entscheidung eines Kriegszuges gegen Rom, da er Hannibals stark dezimiertes Veteranenheer als chancenlos gegen die römischen Legionen einstufte, wurde aber von den Senatoren als Feigling beschimpft und von einer aufgebrachten Volksmenge mit Steinen beworfen. Der dem Volkszorn preisgegebene Hasdrubal war genötigt, sich in das Grabmal seines Vaters zu flüchten, wo er seinem Leben durch Gift ein Ende machte.